# Kim Kelly
Kim Kelly (Halifax, 4 de abril de 1962) es una deportista canadiense que compitió en curling. Ganó tres medallas en el Campeonato Mundial de Curling entre los años 2001 y 2004.

## Palmarés internacional
| Campeonato Mundial | Campeonato Mundial | Campeonato Mundial | Campeonato Mundial |
| Año                | Lugar              | Medalla            | Prueba             |
| ------------------ | ------------------ | ------------------ | ------------------ |
| 2001               | Lausana (Suiza)    | Medalla de oro     | Equipo             |
| 2003               | Winnipeg (Canadá)  | Medalla de plata   | Equipo             |
| 2004               | Gävle (Suecia)     | Medalla de oro     | Equipo             |